# NGC 3679
NGC 3679 é uma galáxia elíptica (E) localizada na direcção da constelação de Leo. Possui uma declinação de -05° 45' 28" e uma ascensão recta de 11 horas, 21 minutos e 47,9 segundos.
A galáxia NGC 3679 foi descoberta em 24 de Abril de 1784 por William Herschel.